# Antoine-Augustin Parmentier

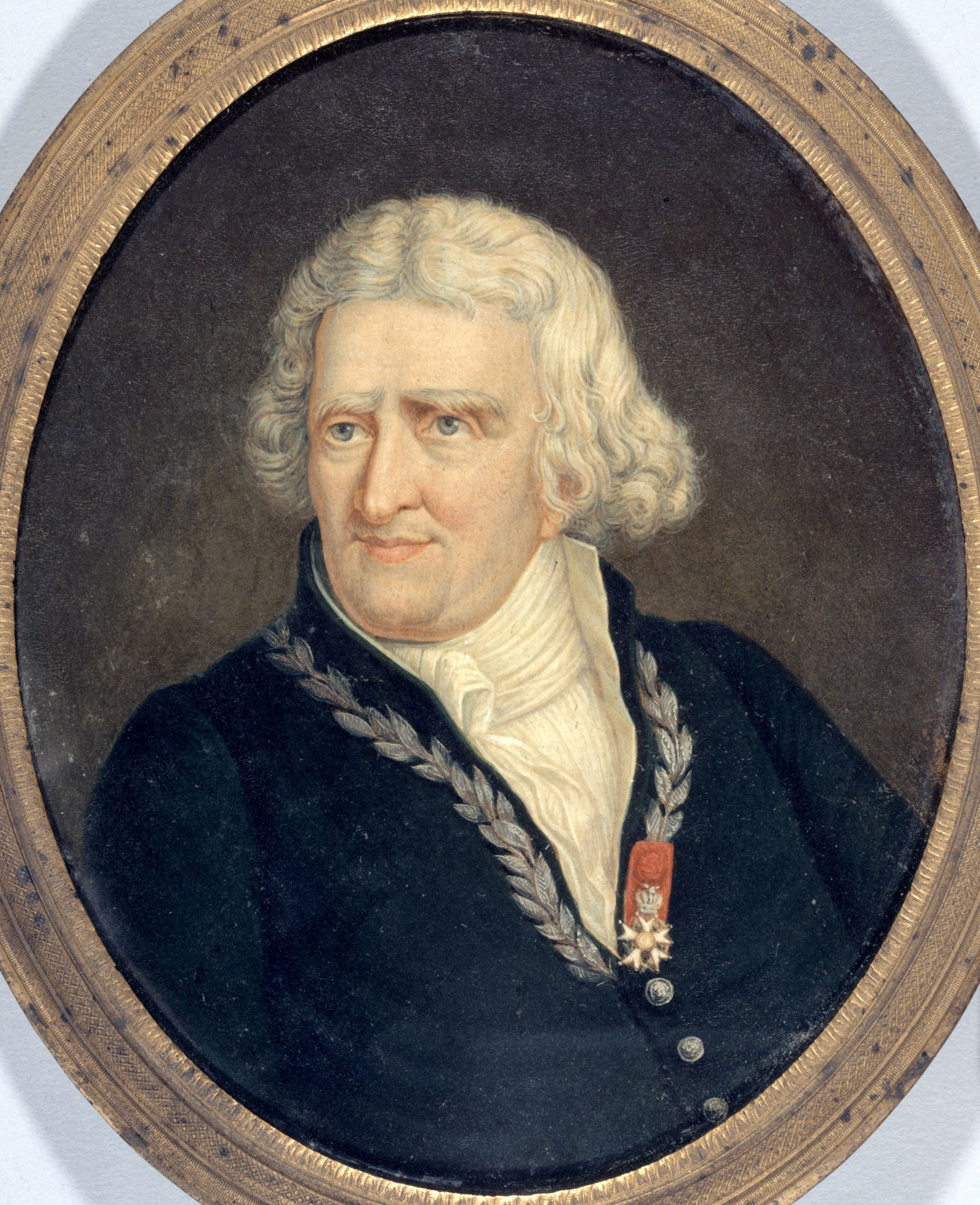
Antoine-Augustin Parmentier

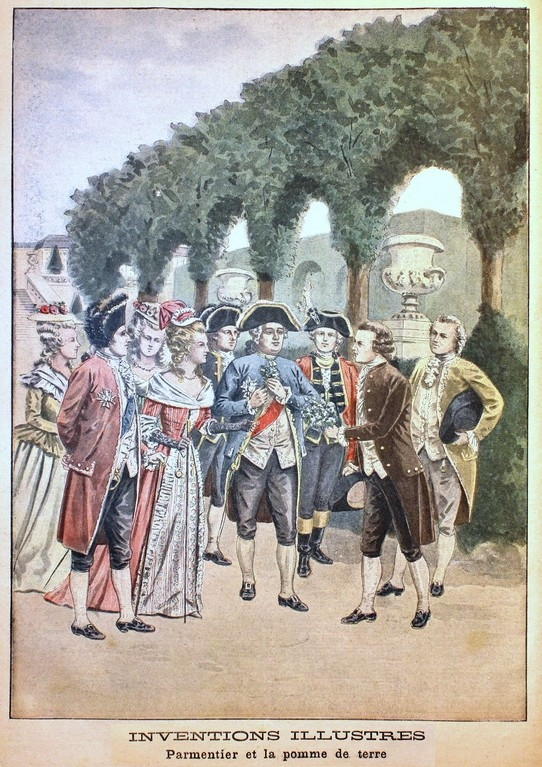
Prent (1901) van Parmentier die koning Lodewijk XVI en koningin Marie-Antoinette aardappelbloemen aanbiedt

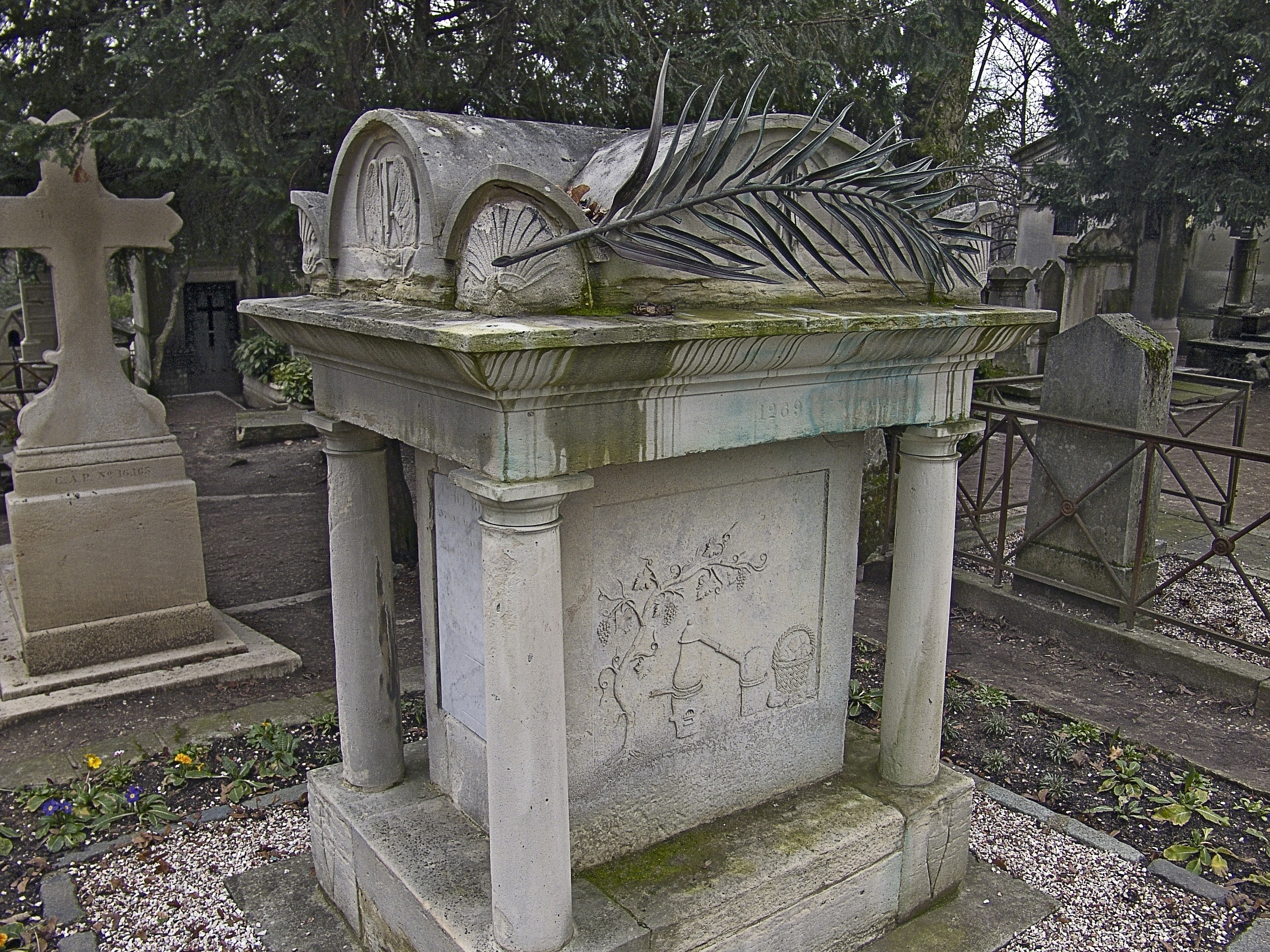
Graf van Antoine Parmentier op het Cimetière du Père-Lachaise

Antoine-Augustin Parmentier (Montdidier 12 augustus 1737 – Parijs 13 december 1813) was een militair apotheker en agronoom.

## Leven
Parmentier werd geboren in een respectabele maar verarmde familie. Hij volgde een opleiding tot apotheker in Montdidier en vanaf 1755 in Parijs. In 1757 nam hij dienst in het leger als apotheker. Tijdens de Zevenjarige Oorlog tegen het koninkrijk Pruisen raakte hij in krijgsgevangenschap. De Franse manschappen, gevangen in Hannover, kregen twee weken lang alleen aardappelen te eten. In Duitsland was de aardappel al meer ingeburgerd dan in Frankrijk. Tot zijn verbazing raakte niemand ondervoed of uitgeput. In 1765 werd hij aangesteld in het Hôtel des Invalides in Parijs en in 1772 werd hij hoofd van de apotheek in dat militaire ziekenhuis.
Na een hongersnood in 1769 zette de Academie van Besançon een prijsvraag uit. Parmentier herinnerde zich dat gedurende zijn gevangenschap de manschappen enkel aardappel hadden gegeten en dat allen in leven waren gebleven. Hij verklaarde dat de aardappel een goed medicijn was tegen dysenterie. Parmentier won de prijs in 1773 en deed er alles aan om de aardappel in de gevangenis en ziekenhuizen op het menu te krijgen. Parmentier stichtte een bakkersvakschool om de bevolking ook nog eens aan beter brood te helpen. Hiertoe schreef hij het handboek Le parfait boulanger. 
Parmentier ontwikkelde wel twintig verschillende manieren om de aardappelen te bereiden, zoals de Pommes Parmentier en een stokvisschotel met aardappel. Om de aardappel te promoten nodigde hij gasten, zoals Benjamin Franklin en Antoine Lavoisier uit. Hij stak bij een bezoek aan koning Lodewijk XVI een aardappelbloesem in zijn knoopsgat en gaf de koningin een om in haar pruik te verwerken. In 1786 kreeg Parmentier 23 ha land bij Neuilly ter beschikking om te experimenteren met aardappelteelt op zanderige grond zonder bemesting en laat in het seizoen. Het volgende jaar kreeg hij nog een tweede veld van 7 ha op de Plaine de Grenelle (). 's Nachts slopen de inwoners naar het veld om de aardappelen te rooien, wat hem ontstemde omdat het zijn metingen in de war stuurde. Kort na zijn dood in 1814 lanceerde Jean-Baptiste Huzard de legende dat hij het veld alleen overdag liet bewaken en dat hij in de wolken was door de nachtelijke diefstallen. In het uiteindelijke verhaal plaatste hij expres een prikkelend bord op zijn velden:

Verboden toegang
 Aardappelveld van de koning

Hoewel dit een pure legende is, voerde Parmentier wel degelijk op andere manieren publiciteit voor de aardappelteelt en had hij succes. In 1795 werden de aardappelen zelfs in de Tuilerieën geplant om de bevolking van voedsel te voorzien. Begin 1800 was de aardappel in Frankrijk het belangrijkste basisvoedsel. 
Toen op bevel van Napoleon Bonaparte het Continentaal stelsel werd afgeroepen, hield Parmentier zich bezig met het ontwikkelen van druiven- en bietsuiker. Gedurende zijn leven was hij geïnteresseerd in de conservering van voedsel, het maken van kaas en wijn en de opslag van graan. Hij bestudeerde de gevolgen van opium en echt moederkoren en verbeterde de scheepsbeschuit. Hij stimuleerde het gebruik van maïs- en kastanjemeel, de champignon en mineraalwater. 
Parmentier ligt begraven in het familiegraf op het Cimetière du Père-Lachaise.

## Bron
- Spaargaren, F. (1992) Pompadour, pompernickel en pique-nique. De namen van beroemde gerechten verklaard.
- (fr)  Félix Pansier, A.-A. Parmentier: la pomme de terre dans la légende et dans l'histoire, Revue d'Histoire de la Pharmacie , 1933, 84, pp. 201-203 Geraadpleegd op 3 februari 2023.

## Voetnoten
1. ↑  Les grands mythes de la gastronomie: Parmentier et la pomme de terre, Université de Liège, 10 juli 2018

- Bibsys: 2080257
- Biblioteca Nacional de España: XX5646964
- Bibliothèque nationale de France: cb11918652w (data)
- Author citation (botany): Parm.
- Catàleg d'autoritats de noms i títols de Catalunya: 981060038122706706
- CiNii: DA02288996
- Gemeinsame Normdatei: 100240224
- International Standard Name Identifier: 0000 0001 2121 417X
- Library of Congress Control Number: n82046952
- Nationale Bibliotheek van Letland: 000163346
- Nationale Bibliotheek van Tsjechië: nlk20010096577
- Nationale Bibliotheek van Israël: 987007266358705171
- Nationale Bibliotheek van Polen: a0000001901684
- Nationale en Universitaire bibliotheek Zagreb: 000109928
- Nederlandse Thesaurus van Auteursnamen: 167904108
- Istituto Centrale per il Catalogo Unico: SBLV094830
- SNAC: w64x5g3d
- Système universitaire de documentation: 027058719
- Virtual International Authority File: 14774750
- WorldCat: E39PBJwHg8JyXRMFw3ry684wmd